# Malcolmia cabulica
Malcolmia cabulica är en korsblommig växtart som först beskrevs av Pierre Edmond Boissier, och fick sitt nu gällande namn av Joseph Dalton Hooker och Thomas Thomson. Malcolmia cabulica ingår i släktet strandlövkojor, och familjen korsblommiga växter. Inga underarter finns listade i Catalogue of Life.